# Rödingtjärnen (Tärna socken, Lappland, 727334-146841)
Rödingtjärnen är en sjö i Storumans kommun i Lappland och ingår i Umeälvens huvudavrinningsområde. Sjön har en area på 0,155 kvadratkilometer och ligger 621,9 meter över havet.

## Delavrinningsområde
Rödingtjärnen ingår i det delavrinningsområde (727563-146839) som SMHI kallar för Inloppet i Stor-Björkvattnet. Medelhöjden är 657 meter över havet och ytan är 17,6 kvadratkilometer. Räknas de 47 avrinningsområdena uppströms in blir den ackumulerade arean 473,68 kvadratkilometer. Gejmån (Vuole-Gassasavon) som avvattnar avrinningsområdet har biflödesordning 2, vilket innebär att vattnet flödar genom totalt 2 vattendrag innan det når havet efter 371 kilometer. Avrinningsområdet består mestadels av skog (76 procent) och kalfjäll (19 procent). Avrinningsområdet har 0,74 kvadratkilometer vattenytor vilket ger det en sjöprocent på 4,2 procent.